# Законодательная инициатива
Законодательная инициатива — стадия законодательного процесса, состоящая в вынесении на рассмотрение органом законодательной власти законопроекта или законодательного предложения по принятию, изменению или отмене закона. Круг лиц, обладающих правом законодательной инициативы, определяется национальным законодательством, при этом внесение предложения в законодательное учреждение таковым субъектом влечёт за собой обязанность рассмотреть данное предложение в соответствии с установленной процедурой.
Правом законодательной инициативы обладают члены парламента и правительство, однако, в зависимости от принятых в отдельно взятом государстве норм, это их право может быть ограничено. Глава государства также может быть наделён этим правом. В ряде стран с законодательной инициативой могут выступать самостоятельные группы граждан. В этом случае закон определяет минимальную численность инициативной группы и особую процедуру прохождения предложенного проекта. Лица, не обладающие указанным правом, также могут осуществлять законодательную инициативу, но опосредованно, через субъектов, которым оно гарантировано законом. Законодательная инициатива может являться средством политической борьбы и лоббизма.

## Россия
На основании статьи 104 Конституции РФ правом законодательной инициативы в федеральном парламенте наделены Президент, Правительство РФ, Совет Федерации, сенаторы, депутаты Государственной думы, законодательные органы субъектов Российской Федерации. По вопросам их ведения это право также принадлежит высшим судебным органам страны: Конституционному, Верховному суду.
На основании статьи 10 Закона от 21.12.2021 N 414-ФЗ «Об общих принципах организации публичной власти в субъектах Российской Федерации» правом законодательной инициативы в законодательном органе субъекта принадлежит прокурору субъекта, органам местного самоуправления. Также правом законодательной инициативы может быть предоставлено иным органам и гражданам, постоянно проживающим на территории субъекта. Также по требованию статьи 9 Закона «О прокуратуре»  органы прокуратуры наделены правом участия в правотворческой деятельности.

### Инициатива
Обсуждалась возможность предоставления данного права инициативным группам граждан, которые могли бы вносить свои предложения через общественную палату. Вопрос был поднят депутатом Госдумы пятого созыва Робертом Шлегелем, автором соответствующего законопроекта, однако проект не был принят. 
В соответствии с изменениями, внесёнными в ст. 6 ФЗ от 06.10.1999 N 184-ФЗ "Об общих принципах организации законодательных (представительных) и исполнительных органов государственной власти субъектов Российской Федерации", право законодательной инициативы на территории субъекта РФ может предоставляться "...общественным объединениям, а также гражданам, проживающим на территории данного субъекта Российской Федерации"